# Malagasacris rugosa
Malagasacris rugosa är en insektsart som beskrevs av Vitaly Michailovitsh Dirsh 1962. Malagasacris rugosa ingår i släktet Malagasacris och familjen gräshoppor. Inga underarter finns listade i Catalogue of Life.